# Hillotypie

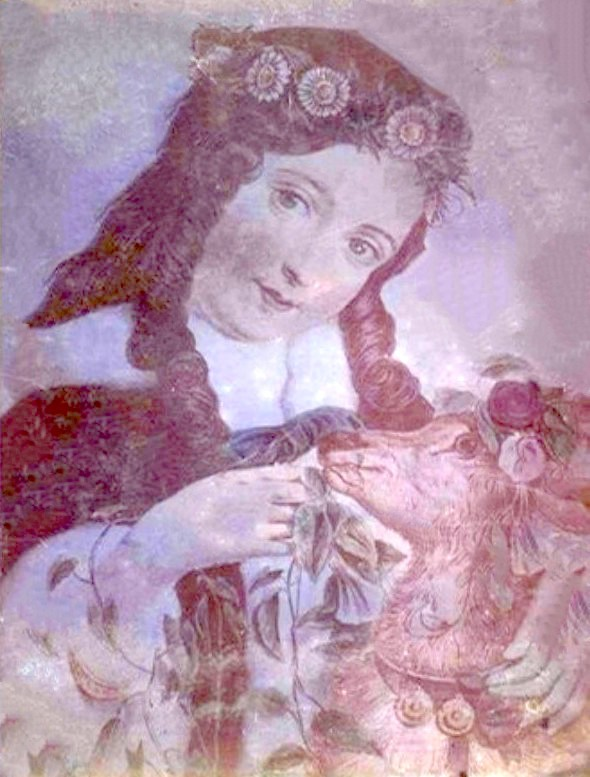
Dívka se srncem, hillotypie

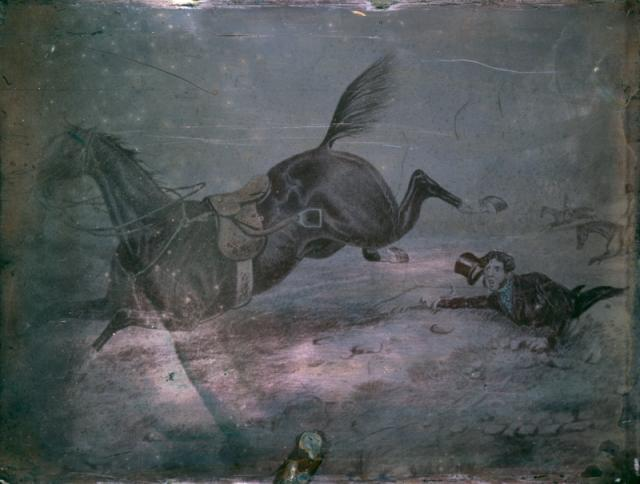
Jezdec padající z koně, hillotypie 16,5 x 21,5 cm, 1850-1855

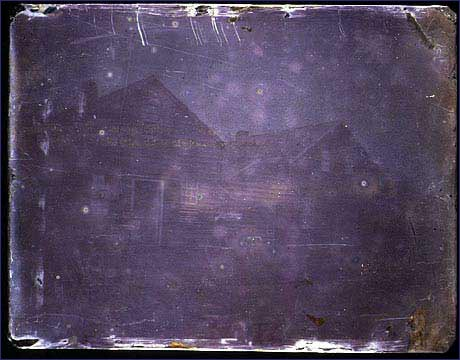
Legendární hillotypie Leviho Hilla, cca 1850

Hillotypie je první barevný fotografický proces, který vynalezl americký fotograf Levi Hill v roce 1850. Hill označil svůj proces jako „heliochromii“, což mělo význam fotografování v přirozených barvách, respektive v barvách přírody.
Levi Hill v listopadu 1850 zveřejnil publikaci The Magic Buff, ve které tvrdil, že dokáže zaznamenat modrou, červenou, fialovou a oranžovou barvu na jednu desku. Jako důkaz předložil snímek pořízený metodou hillotypie. Nicméně šlo o velmi špatnou kvalitu a Hill navíc odmítal zveřejnit podrobnosti svého objevu, takže byl svými současníky přijat skepticky. Když Hill odmítl vydat podrobné údaje o svém postupu také při registraci patentu, prohlásili jej odborníci za podvodníka.

Třebaže mnozí byli toho názoru, že barva byla přidána ručním kolorováním, dostalo se mu podpory od některých osobností ve vědecké komunitě, zejména od Samuela Morseho, vynálezce telegrafu. Ten v roce 1851 napsal dílo Pojednání o heliochromii, ve kterém tento proces popsal.

## Následný výzkum
Chemické rozbory Hillových prací výzkumnými odborníky z National Museum of American History, které byly prováděny v roce 2007, prokázaly, že skutečně bylo využito organické barvivo k posílení barevného podání hillotypií, ale že tyto tvoří jen část barevných fotografií. Zjistili, že červené a modré skutečně (velmi hrubě) reprodukovaly skutečnost a další barvy byly přidány podvodným způsobem.
Vedoucí vědecký pracovník Getty Conservation Institute Dusan Stulik, který provedl analýzu daguerreotypií se svým kolegou Artem Kaplanem zjistili, že „...Hill přidával další barevné pigmenty na desky ručně, aby je zfalšoval tak, že pak měly mnohem více barevných odstínů než ve skutečnosti.“
Existují však výzkumy, které uvádí opačné závěry. V roce 2007, tedy 157 let od pořízení prvního snímku, se trojice institucí: Smithsonian's National Museum of American History (NMAH), Getty Conservation Institute (GCI) a Getty Foundation pokusila potvrdit nebo vyvrátit domněnku, zda jsou Hillovy fotografie falešné. Muzeum NMAH prozkoumalo 62 hillotypií, které dostalo v roce 1933 od Hillova zetě Johna Boggse Garrisona. Odborný výzkum vědců a historiků GCI a kurátorů z fotografické sbírky Smithsonianova muzea potvrdily, že Hill byl opravdu génius - objevil fotografickou metodu zachycení několika přirozených barev na desku.
Lze však najít shodu v tom, že jedna část pigmentů na Hillových fotografiích byla přirozená a druhá byla dodána ručně. Hillovi se nepodařilo zapsat na první místo ve vynálezu barevné fotografie. Jeho vynález byl určitě pokročilý, ale zcela jistě nebyl úplný.
Profesor a historik fotografie Joseph Boudreau namíchal znovu archaické chemikálie a pokusil se v roce 1981 zopakovat techniky popsané v Hillově A Treatise on Heliochromy (Pojednání o heliochromii). Podařilo se mu tak znovu vytvořit hillotypické desky v jednoznačných a ověřitelných, i když tlumených slabých barvách, včetně červené, zelené, modré, žluté, fialové a oranžové. Všechny barvy vznikly působením světla samostatně, bez použití dalších barviv a pigmentů.